# UCI Track Champions League
UCI Track Champions League er en løbsserie indenfor banecykling der er blevet afholdt hvert år siden 2021. Den bliver afviklet over flere runder i november og december. Løbsserien blev etableret i samarbejde mellem UCI og Discovery Sports Events.